# Brachymeria tristis
Brachymeria tristis är en stekelart som beskrevs av Nikol'skaya 1952. Brachymeria tristis ingår i släktet Brachymeria och familjen bredlårsteklar. Inga underarter finns listade.